# Wyoming, Minnesota
Wyoming là một thành phố thuộc quận Chisago, tiểu bang Minnesota, Hoa Kỳ. Năm 2010, dân số của thành phố này là 7791 người.

## Dân số
- Dân số năm 2000: 3048 người.
- Dân số năm 2010: 7791 người.